# Beccumon
Beccumon is een geslacht van kreeftachtigen uit de klasse van de Malacostraca (hogere kreeftachtigen).

## Soorten
- Beccumon alcockianum (Kemp, 1923)
- Beccumon jarujini (Ng & Naiyanetr, 1993)
- Beccumon maesariang (Ng & Naiyanetr, 1993)
- Beccumon namlang (Ng & Naiyanetr, 1993)